# František Saleský Bauer
František Saleský Bauer (né le 26 janvier 1841 à Hrabovec, aujourd'hui en Slovaquie, mais alors en Bohème et mort le 25 novembre 1915 à Olomouc), est un cardinal de l'Église catholique du début du XXe siècle, créé par le pape Pie X.

## Biographie
Bauer est professeur et doyen de la faculté de théologie à Olomouc et professeur à l'université de Prague. Il est recteur du séminaire de Prague en 1879.
Bauer est élu évêque de Brno (de) en Moravie en 1882 et promu à l'archidiocèse d'Olomouc en 1904. Comme archevêque d'Olomouc il est aussi prince, duc de Hotzenplote, conseiller de l'empereur et sénateur. Le pape Pie X le crée cardinal  lors du consistoire du 27 novembre 1911. Il participe au conclave de 1914, lors duquel Benoît XV est élu pape.